# 缅甸电信网络诈骗

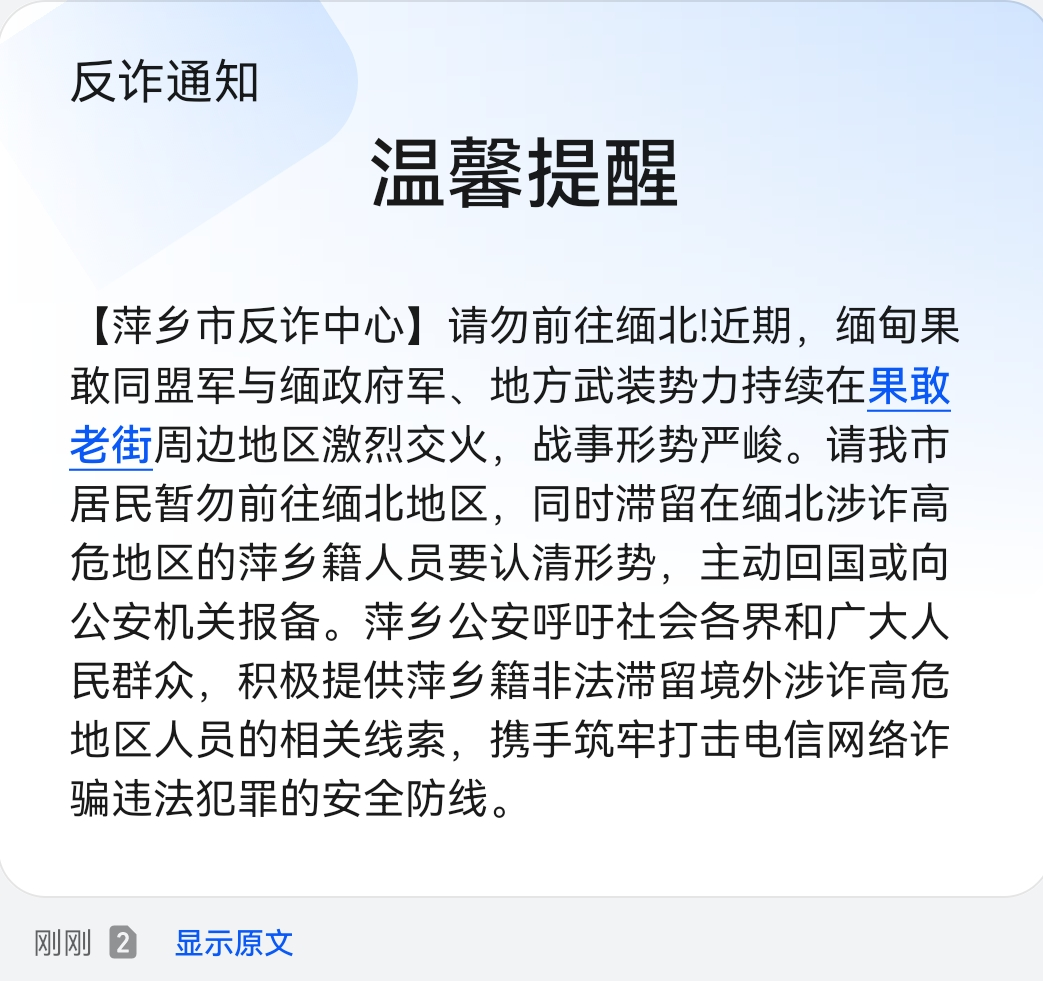
江西省萍乡市反诈中心发出的反诈通知，提醒民众请勿前往缅北，滞留人员应尽快回国

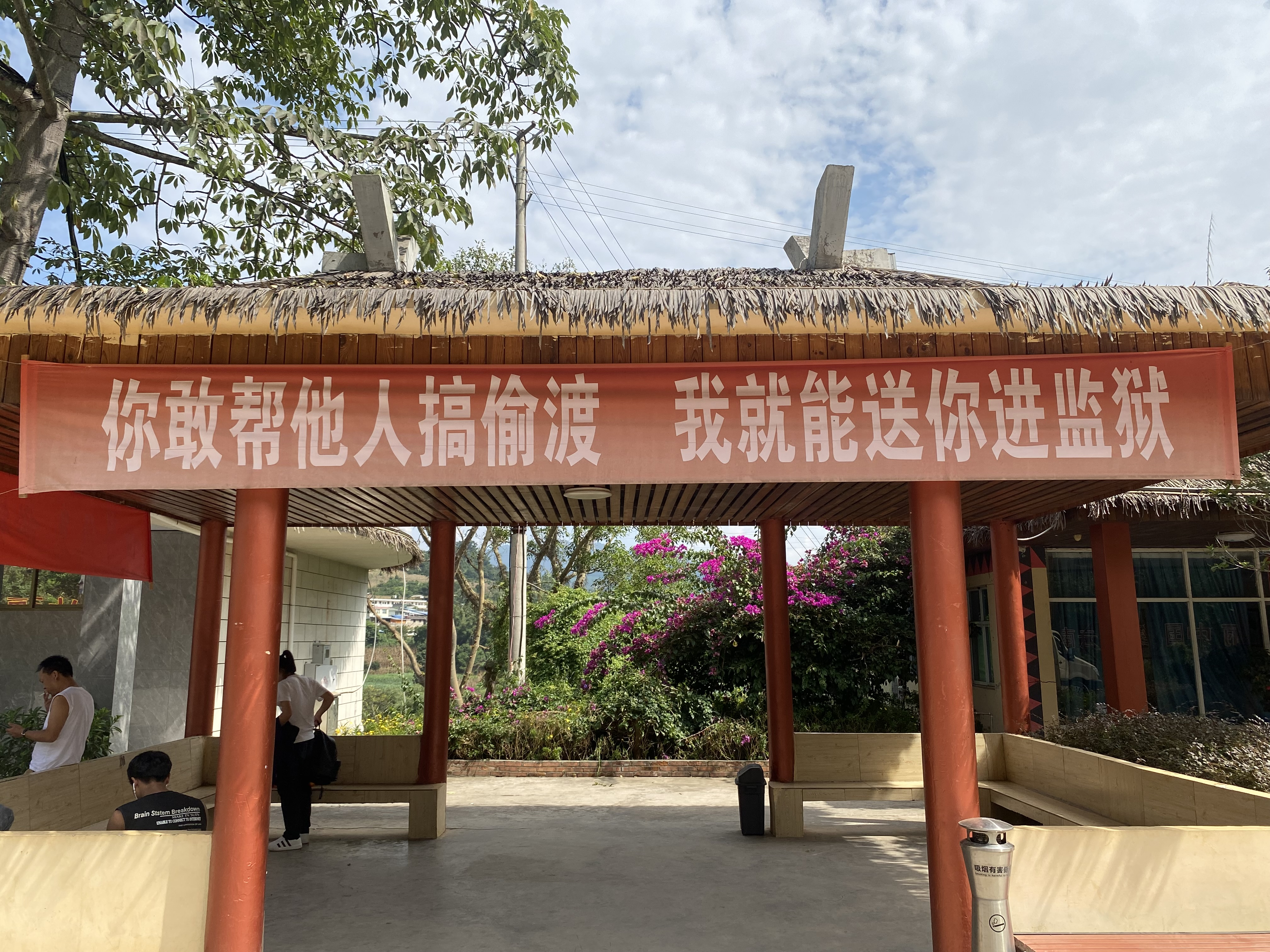
诈骗集团往往通过高薪，引诱中国大陆民众偷渡前往缅北从事电信网络诈骗，图为沧源佤族自治县交通要道的反偷渡标语，沧源县与缅北佤邦相邻

缅甸电信网络诈骗，因早期在缅甸北部地区的相关犯罪活动被中国民间熟知而被称为緬北電詐，被一些人戏称为：“缅北噶腰子”。是指主要以位於缅甸北部掸邦果敢、佤邦、小勐拉等地区以及缅甸东部克伦邦妙瓦底等地区为据点的电信网络诈骗犯罪活动。

## 背景
电信诈骗活动最早发端于1990年代“金光黨”遭台湾当局打击后扩散至中国大陆，在遭到中国大陆当局打击后又开始向东南亚地区特别是菲律宾以及澜湄次区域的柬埔寨、老挝、缅甸等国家迁移。東南亞國家緬甸长期处于战乱状态，其边疆地区主要受少数民族地方武装的控制。2019年，缅甸出台新《赌博法》，允许外国人在缅甸合法注册经营赌场。
控制缅甸掸邦北部的果敢地区的四大家族，分別為白家、魏家、劉家和明家，建立詐騙園區，從中國大陸召募犯罪成員，形成緬北果敢电信网络诈骗集團。在掸邦的佤邦、小勐拉、木姐、当阳等地以及克伦邦妙瓦底、水沟谷地区也分布着由当地民地武组织或民兵组织包庇的电信诈骗园区。這些詐騙園區和组织中著名的有妙瓦底附近的KK園區与果敢的亨利集团、百胜集团、苍胜集团、福利来集团、鑫百利集团、卧虎山莊等等。根據德國之聲記者的調查，一些詐騙集團的背後主使者為中國人，比如中國商人王益承、澳門黑帮14K头目尹國駒（崩牙駒）等人是KK园区等的幕后主使。当地武装组织则为诈骗园区提供武装保护。中国官方曾经赞扬妙瓦底水沟谷的亚太城项目，將其視為「一帶一路」雄心的一部分，但後來因该项目被指控存在大量赌博及电信诈骗行為而與其撇清關係。
2021年缅甸军事政变以来，缅甸长期内乱冲突升级，各武装组织纷纷与缅甸军政府发生内战，缅甸当局对缅北及缅东等地区的管控进一步弱化。电信诈骗集团纷纷入驻缅北，缅北逐步成為電信詐騙的核心区域。博彩业和电信诈骗等产业逐步成为果敢、佤邦、小勐拉等地的经济产业，它们向地方势力交纳税费，缅北地方势力也向电信诈骗集团提供基建设施、经营许可以及安全保障。在原果敢自治区，当地权贵势力纷纷创立“集团”“公司”从事赌博、电诈等活动。在佤邦及掸邦东部第四特区等地区也出现以“科技园”“智慧园”等为名义的诈骗园区。在妙瓦底附近则有华人投资建设所谓“智慧新城”“产业园区”等。大量诈骗分子來到緬甸後，還帶動當地的物价上漲。截至2023年，聚集在缅北、缅东地区从事电信诈骗的人员数量已达数10万，詐騙園區数量总计達1000多个，仅在妙瓦底附近就有上百个诈骗园区。据报道，中国相关部门每年破获的电信诈骗案中，其中有超过60%发生在缅北地区。2023年缅甸民族地方武装组织“三兄弟联盟”以“反对军事独裁”和“打击电信诈骗”名义发动1027联合军事行动后，中方借势基本清除了掸邦北部与中国接壤地区的电信网络诈骗园区，但相关犯罪组织逐渐集中转移至以妙瓦底为中心的缅东地区，当地大量分布的规模化电诈园区以及相关联的人口贩卖、毒品贩运、洗钱、走私等非法活动仍然在运作中。

## 打击
2021年以来，中国警方開始打击緬北电信网络诈骗。中國公安部在中國全国范围内开展劝返滞留缅北的从事电信网络诈骗人员行动，当年拦截偷渡缅北人员1.8万人，教育劝返缅北诈骗窝点人员5.4万人。
2023年7月25日，中国驻缅甸大使陈海会见缅甸外长丹穗，就中缅合力打击缅境内电诈网赌等犯罪活动进行专题协调。丹穗表示电诈活动影响缅甸国家形象，缅方将同中方等相关邻国协调开展后续打击行动。
8月，缅甸商务部长昂乃乌在接受記者采访时表示缅北電信詐騙问题并没有媒体报道的那么严重。8月15日至16日，中国公安部、泰国警察总署、缅甸警察总部、老挝公安部在泰国清迈联合举行针对赌诈及人口贩运、绑架、非法拘禁等犯罪的专项合作打击行动启动会。各方决定，在泰国清迈共同建立专项行动综合协调中心，并针对赌诈区域设立联合行动点。
9月6日，佤邦中央事务执行委员会内部发文要求，要严厉打击电信诈骗犯罪，特别是针对中国公民的诈骗行为。同時中国官员在北京向缅甸发出最后通牒，要求緬甸方面铲除诈骗中心，否则中国将出手。
10月12日，中國公安部刑侦局微信公众号发布通报，悬赏10万至50万元通缉两名缅北电诈头目陈岩板（鲍岩板）和肖岩块（何春田），这两人分别在佤邦政府担任公职。10月16日，佤邦政府撤销兩人职务。
10月16日，中國公安部表示，云南普洱公安机关与缅甸相关地方执法部门合作抓获2349名中国籍电信网络诈骗犯罪嫌疑人，緬甸將這些人移交中方。这是中國开展打击缅北电信网络诈骗以来，单次移交人数最多的一次。不久，1020事件爆发，包庇电诈的明学昌家族武装杀害了4名中国人。
在反政府武装组织“三兄弟联盟”发动1027行動不久后的2023年11月11日，网络上出现被中国警方拘捕的果敢四大家族相关人物魏清涛、刘正琦和毕会军的忏悔劝降视频，在视频中，他们呼吁家族释放园区所有的中国人。11月12日，中国浙江省温州市公安局对缅北果敢自治区电诈集团头目明学昌、明国平、明菊兰、明珍珍进行公开悬赏通缉。11月15日晚，明学昌在被缅方抓捕期间自杀身亡。11月16日，明国平、明菊兰和明珍珍在果敢被缅甸警方抓获并移交中国警方。同時許多緬北诈骗中心受1027行動戰鬥影響，大量被困的外国人逃脱，一些人通过中国边境逃离缅北。
截止2023年11月21日，缅北相关地方执法部门共向中方移交电信网络诈骗犯罪嫌疑人3.1万名。
11月30日，联合国人权高专办表示，至少有12万人被关押在缅甸被迫从事诈骗同胞的工作。越南救助难民机构表示，来自中国、越南和其他国家的被拘留者要求先以他们的同胞为目标，骗服他们将钱投入虚假投资平台。如果指标没有完成，被拘者就会遭受虐待甚至其本人器官會被摘除和販賣。
12月10日，辽宁、福建、重庆等地公安机关指控白所成、白应苍、白应兰、魏怀仁、魏榕、刘正祥等10人为缅北电信网络诈骗犯罪集团重要头目，並對這些人发布公开悬赏通缉。
12月，缅甸军政府表示，他们在与中国接壤的地区打击诈骗产业，逮捕了诈骗集团首脑，并驱逐了数千名中国公民。12月28日，缅甸军政府在与泰国举行双方军事合作会谈后表示，他们将打击与泰国接壤边界附近的网路诈骗集团。
2024年1月5日，中國方面表示2023年緬甸將4.1万名电信网络诈骗犯罪嫌疑人移交給中国。中国最高人民检察院表示，先后向28个省份交办督办涉缅北电信网络诈骗案件，涉案人员达4.5万名。
1月30日，缅甸警方将白所成、白应苍、魏怀仁、刘正祥、刘正茂、徐老发6名电诈集团領導人移交中国警方。
3月，中缅警方首次在木姐地区开展联合打击行动，抓获807名实施跨境电信网络诈骗的犯罪嫌疑人。其中，缅甸籍犯罪嫌疑人455名，中国籍犯罪嫌疑人352名。352名中国籍犯罪嫌疑人于3月31日移交中方。
3月底，缅甸國防部副部长昂林吞因涉嫌参与缅北电信网络诈骗被缅甸军政府调查。
4月，中老警方联合打击跨境犯罪，共计250名实施跨境裸聊敲诈和电信网络诈骗的犯罪嫌疑人被移交中国警方。
11月21日，央視新聞指，中國公安部近日加强与缅甸地方部門的執法行動。行動首次在缅甸当阳抓获1079名電信詐騙犯罪嫌疑人，其中763名為中国籍犯罪嫌疑人，包括69名网上在逃人员，並缴获电脑、手机、诈骗话术脚本等一大批作案工具。11月19日，全部中國籍犯罪嫌疑人及涉案物品已被移交中方。累计抓获5.3万余名中国籍涉诈犯罪嫌疑人，央視形容「缅北电诈园区全部被铲除」。同月，柬埔寨向中国遣返首批240名中国籍涉赌、涉诈违法犯罪嫌疑人。
12月30日，浙江省温州市人民检察院依法对缅北果敢明家犯罪集团成员及关联犯罪集团成员明国平、明珍珍、明菊兰、毕会军、周卫昌、罗家良等39人以涉嫌诈骗罪、故意杀人罪、故意伤害罪、非法拘禁罪、开设赌场罪、贩卖毒品罪、组织卖淫罪等向温州市中级人民法院提起公诉。
2025年1月3日，中国籍演员王星在泰国缅甸边境地区失联，遭电诈集团诱骗到缅东妙瓦底的电诈园区，该事件引发中国舆论对缅东电信网络诈骗的广泛关注。1月10日，中国公安部新闻发言人张明在新闻发布会上表示，对境外诈骗窝点，中国将全面开展国际执法合作，坚持不懈盯着打、追着打，坚决摧毁境外诈骗窝点，通缉重大涉诈逃犯。1月16日，中共中央政治局委员、中国外交部部长王毅在京会见东盟10国驻华使节时表示，近期在泰缅边境一带连续发生网赌电诈恶性案件，威胁并伤害中国等各国公民切身利益，需要引起高度重视。希望相关国家负起责任，采取强有力措施，坚决打击网赌电诈，维护人民群众生命财产安全，绝不允许犯罪分子逍遥法外。中方愿同东盟国家加强双多边执法安全合作，为各国人民安心往来提供安全环境，维护周边国家交往合作的良好秩序。1月17日，公安部披露王星案详情，并直接点名缅甸妙瓦底“阿波罗”“环亚”“凯旋”等多个电诈园区。公安部表示，中泰警方正联合处理相关跨境人口贩运案件侦办及犯罪嫌疑人缉捕工作。针对近期境外失联、被困人员家属发布的求助信息，公安部已部署各地公安机关全面摸排梳理线索，及时开展侦查调查工作，全力协调有关部门尽快查找解救失联、被困人员。
1月21日，据新加坡《联合早报》报道，缅甸、中国、老挝、柬埔寨、泰国和越南当局达成共识，共同打击网络诈骗等罪案，逮捕犯罪团伙头目，捣毁电信诈骗中心，尽一切力量协调营救被困人员。中国央视报道称，中、缅、泰三国执法部门高官召开专门会议，就合作铲除缅甸妙瓦底电诈窝点交换意见，研商对策，达成积极共识。据法新社报道，缅甸政府罕见地呼吁中国对电信诈骗犯罪活动进行干预。该消息引述国营《缅甸环球新光报》社论称，自2023年10月以来，军政府已抓获并遣返5万5000多名参与边境诈骗的外国人，其中5万3000多人被遣返回中国。另有超过1000名越南人及超过600名泰国人被遣返，其余诈骗分子来自约25个国家。缅甸政府呼吁邻国“参与打击网络诈骗和网络赌博”。缅甸国家媒体则报道，缅泰两国军方官员已同意联合根除网络赌博和网络诈骗。
2月5日，泰國方面表示為打擊緬甸電信詐騙和跨國犯罪，切斷泰緬邊境緬甸一側5個城鎮的電力供應。同日，泰国总理佩通坦开始对中国进行访问，并同中国国家主席习近平和中国国务院总理李强讨论共同打击网赌电诈等跨国犯罪等议题。2月7日，老撾方面表示為打擊跨國電電信詐騙，限制向緬甸大其力地區供電。
2月6日，61名緬甸妙瓦底電詐園區受害者被解救，其中包括39名中國人。
2月5日至2月9日，緬甸軍方在執法期間抓捕102名涉嫌参与电诈的人员。2月12日，緬甸將250多名获救人員移交给泰国。
2月11日，泰国司法部长塔威・索耸表示，泰国特别调查厅（DSI）准备以贩卖人口的罪名对索奇督、莫通和丁温等三名缅甸克伦民族军（KNA）领导人发出逮捕令，但被检察官以证据不足为由拒绝。
2月14日，中国公安部部长助理刘忠义与中国驻缅甸大使马珈分别与缅甸副总理兼外交部长丹穗、内政部长吞吞楠举行会谈，就进一步加强中缅执法安全合作，共同打击电信网络诈骗、人口贩运等跨境犯罪问题深入交换了意见。缅方表示缅高度重视、严厉打击网赌电诈等违法犯罪行为，将同中方等相关邻国加强协调，推动双多边合作，并探讨建立常态化合作机制，共同打击网赌电诈等跨境犯罪。随后，2月16日，刘忠义一行取道泰国湄索进入妙瓦底考察。缅、中、泰三国高级官员同时抵达克伦邦妙瓦底电诈园区，组成联合工作组打击电诈、网赌违法犯罪行为，并加快推进遣返非法入境缅甸的外籍人员。刘忠义称中国政府计划安排包机直接降落泰国达府湄索国际机场，接回中国公民。据凤凰卫视报道，控制缅泰边境妙瓦底水沟谷的克伦民族军，开始搜查部分电诈园区被迫进行诈骗和被拐人员。目前，至少有7000人将通过泰国移交给相关国家。2月17日，缅方在妙瓦底电诈园区又抓捕273名非法入境外籍人员。
2月20日，泰国开始向中国遣返缅甸妙瓦底诈骗园中的中国籍涉诈犯罪嫌疑人，20日，首批200名中国籍涉诈犯罪嫌疑人被中国民航包机由泰国的湄索（Mae Sot）机场接送至中国江苏南京禄口国际机场，悉数押解回中国大陆。
2月22日，缅方通过缅泰友谊二号大桥遣返移交111名来自妙瓦底电诈园区非法入境缅甸的中国籍人员。
2月25日至26日柬埔寨内政部国家警察总署、中华人民共和国国公安部、老挝公安部和国防部、缅甸内政部、泰国皇家警察、越南公安部及聯合國毒品和犯罪問題辦公室、国际刑警组织和东盟警察组织的代表在云南省昆明市召开第二届澜湄区域犯罪形势分析圆桌会议，会议称，各方将继续加强情报交流和联合执法行动，联合打击电信诈骗、毒品、网上赌博、人口贩运、洗钱等跨国犯罪。
27日，自各方开展打击行动后，已至少有七千名来自世界各国的被困人员被从妙瓦底诈骗园中释放，但因遣返行动进展缓慢，这些人大部分都还滞留在泰缅边境中生活条件恶劣的临时营地内。自2月20日中缅泰联合开展缅甸妙瓦底電信詐騙以來，共有2876名中国籍犯罪嫌疑人被押解回中国。
3月，印尼當局从妙瓦底地区解救出554名遭受电信诈骗集团控制的印尼公民。
2025年上半年，緬甸妙瓦底地區抓獲並集中遣返中國籍涉詐人員5400餘名。

### 海鸥行动
“海鸥行动”（第一期）是2024年8月至12月，中国领衔泰国、柬埔寨、老挝、缅甸和越南执法机关组成的澜湄执法合作中心，针对电信网络诈骗犯罪及其衍生犯罪与枪支弹药走私犯罪的联合行动，源于2023年12月25日发布的澜湄合作五年行动计划(2023-2027)。一期行动总共破获以电诈案件为主的各类案件160余起，逮捕犯罪嫌疑人7万余名，解救受害人160余名。预计在2025年将展开第二期行动，继续肃清电信网络诈骗犯罪及其衍生犯罪，解救失联和被困人员。

## 相关犯罪组织头目
| 姓名 （别名）     | 地区 | 所属家族 | 与家族之主关系 | 原职务                                                        | 是否持有中国国籍 | 通缉时间       | 到案时间       | 状态 | 罪名   | 判决结果 | 悬赏通告 |
| ----------------- | ---- | -------- | -------------- | ------------------------------------------------------------- | ---------------- | -------------- | -------------- | ---- | ------ | -------- | -------- |
| 鲍军峰 （艾陈）   | 佤邦 | 鲍有祥   | 侄子           | 佤邦联合军副总司令                                            | 是               | 未通缉         | 2023年10月     | 到案 |        |          | 不適用   |
| 鲍岩板（陈岩板）  | 佤邦 | 鲍有祥   | 侄子           | 佤邦建设部部长                                                | 是               | 2023年10月12日 |                | 在逃 |        |          |          |
| 何春田（肖岩块）  | 佤邦 | 鲍有祥   | 前女婿         | 勐能县县长                                                    | 是               | 2023年10月12日 |                | 在逃 |        |          |          |
| 魏清涛            | 果敢 | 魏超仁   | 儿子           | 亨利集团总裁、果敢警察部队21营副连长                          | 未知             | 未通缉         | 2023年10月     | 到案 |        |          | 不適用   |
| 刘正琦            | 果敢 | 刘正祥   | 弟弟           | 福利来集团总裁                                                | 未知             | 未通缉         | 2023年10月     | 到案 |        |          | 不適用   |
| 毕会军            | 果敢 | 明学昌   | 女婿           | 无                                                            | 未知             | 未通缉         | 2023年10月     | 到案 |        |          | 不適用   |
| 明学昌            | 果敢 | 明学昌   | 本人           | 缅甸掸邦议会原议员、果敢自治区领导委员会原委员                | 否               | 2023年11月12日 | 2023年11月15日 | 死亡 | 不適用 | 不適用   |          |
| 明国平            | 果敢 | 明学昌   | 儿子           | 石园子乡民兵中队中队长                                        | 否               | 2023年11月12日 | 2023年11月16日 | 到案 |        |          |          |
| 明菊兰            | 果敢 | 明学昌   | 女儿           | 无                                                            | 是               | 2023年11月12日 | 2023年11月16日 | 到案 |        |          |          |
| 明珍珍            | 果敢 | 明学昌   | 孙女           | 无                                                            | 是               | 2023年11月12日 | 2023年11月16日 | 到案 |        |          |          |
| 白所成            | 果敢 | 白所成   | 本人           | 缅甸掸邦果敢自治区主席                                        | 否               | 2023年12月10日 | 2024年1月30日  | 到案 |        |          |          |
| 白应苍 （李云晨） | 果敢 | 白所成   | 儿子           | 民兵大队大队长、 经济发展管理局副局长、苍胜科技园董事长       | 是               | 2023年12月10日 | 2024年1月30日  | 到案 |        |          |          |
| 白应兰 （李梦娜） | 果敢 | 白所成   | 女儿           | 鑫百利集团董事长                                              | 是               | 2023年12月10日 |                | 在逃 |        |          |          |
| 魏怀仁            | 果敢 | 魏超仁   | 弟弟           | 1006边防营监察委员会主席                                      | 否               | 2023年12月10日 | 2024年1月30日  | 到案 |        |          |          |
| 魏榕 （陈榕）     | 果敢 | 魏超仁   | 女儿           | 亨利集团董事长                                                | 是               | 2023年12月10日 |                | 在逃 |        |          |          |
| 魏青松 （杨松）   | 果敢 | 魏超仁   | 侄子           | 1006边防营监察委员会委员                                      | 是               | 2023年12月10日 |                | 在逃 |        |          |          |
| 刘正祥            | 果敢 | 刘正祥   | 本人           | 缅甸掸邦果敢自治区委员、 城市发展管理局局长、福利来集团董事长 | 否               | 2023年12月10日 | 2024年1月30日  | 到案 |        |          |          |
| 刘积光 （李华光） | 果敢 | 刘正祥   | 儿子           | 卫生局局长、 福利来集团执行董事                               | 是               | 2023年12月10日 |                | 在逃 |        |          |          |
| 刘正茂            | 果敢 | 刘正祥   | 堂弟           | 福利来集团总经理                                              | 否               | 2023年12月10日 | 2024年1月30日  | 到案 |        |          |          |
| 徐老发 （徐发启） | 果敢 | 无       | 不適用         | 西山区楂子树乡乡长                                            | 是               | 2023年12月10日 | 2024年1月30日  | 到案 |        |          |          |